# Cerrillos (Salta)
Cerrillos é um município da província de Salta, na Argentina.